# Med utmärkt högaktning
Med utmärkt högaktning var det tidigare svenska sättet att avsluta brev till personer och företag som man inte var väl bekant med. ”Högaktningsfullt”, som svenskar idag uppfattar som gammaldags artigt och mycket formellt, var ”aldrig artigt nog” i tidigare svensk etikett, när man tilltalade med titlar. Enligt en annan källa från 1918 var ”Högaktningsfullt” lika lämpligt som ”Med utmärkt högaktning”.
Alternativ var Med största högaktning eller möjligen Med sann högaktning.
Ordet ”utmärkt” kan synas omotiverat för sentida standardsvensktalande, som uppfattar det som att ”utmärkt” betyder ”mycket bra”. Förklaringen är att “utmärkt” också betydde ”tydlig, uppenbar, påtaglig”, som i Svenska Akademiens ordboks citat: ”poeter af någon utmärktare betydelse”. Med utmärkt högaktning betydde alltså med största mått av högaktning. Man jämföre med skolbetyget Med utmärkt beröm godkänd (latin Cum insigniore laude approbatur), varest ”utmärkt” har samma betydelse: ”med största mått av” beröm.